# Certificat de Rostehnadzor
Le certificat de Rostehnadzor est un certificat pour l'installation et l'utilisation des dispositifs techniques dans des établissements industriels utilisant des objets industriels dangereux en Russie.

## Des établissements industriels dangereux
Divers incidents et des accidents du travail peuvent porter des conséquences considérables et avoir des aspects multiples du dommage :
- pour la santé et la vie des gens (sécurité et protection de santé SPS est responsable de cela) ;
- la propriété des organisations engagées dans des établissements industriels ;
- à l'environnement qui se rapporte à la sphère de sécurité écologique.

Dans la fédération de Russie le domaine de sécurité industrielle s'occupe des questions de sécurité technologique, de l'ingénierie de sécurité et du contrôle de l'utilisation des substances dangereuses.
Conformément à la législation russe des établissements industriels dangereux peuvent être une entreprise ou des parties de cette entreprise, un département, un chantier. Les particularités distinctives des établissements industriels dangereux sont les caractéristiques suivantes :
- la réception ou l'utilisation (c'est-à-dire diverses procédures et des opérations) des substances dangereuses ;
- l'utilisation sur place des mécanismes stationnaires de hissage, ainsi que des téléphériques, des funiculaires ou des escaliers mécaniques ;
- la mise en œuvre des opérations minières ;
- la mise en œuvre des ouvrages souterrains, des activités d'enrichissement avec les minéraux ;
- l'utilisation de l'équipement ayant la température de chauffage plus de 115 degrés ;
- l'utilisation de l'équipement sous pression plus de 0,07 MPa ;
- l'utilisation de fondus de métaux non ferreux et ferreux.

## Des objets industriels dangereux
La loi donne la caractéristique, selon laquelle des substances peuvent être classés  comme dangereux Matière dangereuse :
- les toxiques ;
- les enflammants ;
- les explosifs ;
- les combustibles ;
- très toxique ;
- les acidifiants ;
- les substances présentant le danger pour l'environnement.

## Enregistrement des établissements industriels dangereux
Pour que des établissements industriels dangereux puissent fonctionner aux raisons légales, il est nécessaire de régulariser une série de permis obligatoires.
Pour chacun établissement industriel dangereux l'organisation passe l'authentification d'établissement industriel dangereux. Cette procédure et ses résultats sont utilisés à l'enregistrement d'État des établissements dans un registre spécial, ainsi qu'à la conclusion obligatoire des contrats de l'assurance du risque de responsabilité. Des gestions territoriales de Rostehnadzor (des organismes enregistrant) sont responsables du registre national .
En plus sur chacun établissement industriel dangereux on doit régulariser la licence de Rostehnadzor. La licence de Rostehnadzor prouve que l'objet exploité correspond aux exigences de sécurité industrielle. Seulement la présence de la licence de Rostehnadzor pour l'application des objets industriels dangereux peut fournir au propriétaire  le droit de mettre en exploitation un établissement industriel dangereux. C'est la prochaine étape après l'enregistrement d'établissement industriel dangereux dans le registre national. 

## Licence de Rostehnadzor pour l'application des objets industriels dangereux
On peut examiner différents types des licences  en fonction des caractéristiques d'établissement industriel dangereux :
- la licence pour des objets chimiquement dangereux ;
- la licence pour des objets explosifs ;
- la licence pour l'expertise de la sécurité industrielle.

## Certificat de Rostehnadzor pour l'application des objets industriels dangereux
Certificat pour l'installation et l'utilisation des dispositifs techniques dans des établissements industriels dangereux enregistrés dans le registre national est régularisée par le service Fédéral de surveillance écologique, technologique et atomique (Rostehnadzor) . Ce document s'appelle certificat de Rostehnadzor  pour l'application des objets industriels dangereux.
Les sphères des responsabilités de régularisation des certificats de Rostehnadzor pour l'application des objets industriels dangereux sont divisées le 17 septembre 2007 entre les organismes territoriaux et l'appareil central du bureau central de Rostehnadzor par l'Ordre N 632. L'appareil central régularise des certificats de Rostehnadzor pour l'application des objets industriels dangereux pour production en série et l'équipement d'importation. Les organismes territoriaux du service régularisent des certificats de Rostehnadzor pour un parti ou l'équipement unitaire.
Certificat de Rostehnadzor pour l'application des objets industriels dangereux est réglementé par le règlement administratif du département mis en vigueur par l'Ordre №112 du 29 février de 2008. Annexe №2 de ce règlement énumère les types concrets des dispositifs techniques (pour lesquels on demande le certificat de Rostehnadzor régularisé dans l'appareil central) et l'équipement, pour l'installation de laquelle on peut régulariser le certificat de Rostehnadzor dans les organismes locaux de Rostehnadzor .
L'ordre №112 énumère les indices, selon lesquels des établissements industriels portent vers des établissements industriels dangereux.
Lors de régularisation de certificat de Rostehnadzor pour dispositif d'importation, conformité aux exigences de la sécurité industrielle de la fédération de Russie a une grande importance. S'il y a non-conformité, un demandeur doit présenter des recommandations supplémentaires des activités qui assureront le niveau normatif de sécurité. Ces activités et le programme des essais peuvent inclure des essais supplémentaires d'échantillons de la technologie importée, des changements apportés à la documentation technique, des comptes supplémentaires nécessaires et d'autres mesures.
Il y a certaines exigences au paquet des documents, que le demandeur doit présenter pour régularisation de certificat de Rostehnadzor pour l'application des objets industriels dangereux. L'expertise industrielle et la présence de sa conclusion sont obligatoire. L'expertise industrielle représente le procès d'estimation de conformité de l'établissement aux exigences de la sécurité industrielle présentées en fonction du type d'établissements industriels dangereux.
L'expertise industrielle est réalisée dans un laboratoire qui dispose d'une accréditation conformément au type de surveillance indiqué dans le certificat d'accréditation. Ce peut être les directions suivantes :
- les systèmes de consommation de gaz et les systèmes de distribution de gaz ;
- établissements industriels métallurgique et de charbon pour fours métallurgiques ;
- des objets de l'industrie pétrolière et pétrochimique ;
- des objets chimiquement dangereux ;
- installations de production de pétrole et de gaz ;
- des objets explosifs utilisés pour les matières premières végétales ;
- des objets de l'industrie non minière et minière ;
- des installations thermiques et des réseaux thermiques ;
- des objets du transport des substances dangereuses ;
- des installations d'inspection de chaudières ;
- des constructions élévatrices ;
- des objets des transports magistraux ;
- des objets explosifs ;
- l'équipement qui travaille sous pression.

La durée de certificat de Rostehnadzor  pour production des dispositifs techniques en série est 5 ans. Si un fabricant de produits est à titre du demandeur, certificat de Rostehnadzor pour l'application des objets industriels dangereux est valable pour n'importe quelle quantité de production fabriquée sur le territoire de la fédération de Russie.
Si l'organisation exploitant est un demandeur de certificat de Rostehnadzor  pour l'application des objets industriels dangereux (c'est-à-dire cette organisation régularise le document sur un parti ou un dispositif technique unitaire), la durée de certificat de Rostehnadzor s'établit égal au délai d'exploitation des ressources. Quand le certificat de Rostehnadzor pour l'application des objets industriels dangereux est régularisé, un établissement industriel doit être mis en exploitation pendant 3 ans.